# Герб Республики Сербской
Герб Республики Сербской (серб. Амблем Републике Српске, босн. и хорв. Amblem Republike Srpske) — принят 15 июля 2008 года. Представляет собой круг цветов государственного флага, на который наложены золотые переплетëнные буквы Р и С. Круг окружен венком из золотых дубовых листьев, переплетëнных внизу лентой цветов флага и увенчан королевской короной. По окружности дано название Республика Сербская кириллицей и латиницей. Внизу изображена королевская корона средневековой династии правителей Боснии Котроманичей.

## Старый герб
Прежний герб Республики Сербской представлял собой красный щит, на котором расположена золотая королевская корона, нависающая над серебряным двуглавым орлом. Клюв, язык и ноги орла — золотого цвета, на его груди расположен сербский крест.

## Принятие герба

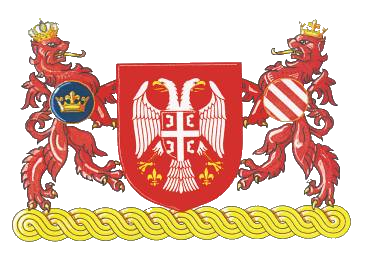
Признанный неконституционным большой герб Республики Сербской

В 2007 году Конституционный суд Боснии и Герцеговины провозгласил старый герб Республики Сербской неконституционным, издав закон об употреблении правительством Республики Сербской с 16 июня 2007 года вместо герба Эмблему Республики Сербской, которая в 2008 году была заменена новым гербом.
Народная скупщина Республики Сербской 15 июля 2008 года приняла решение о новом гербе Республики Сербской, который основан на гербе средневековой династии Неманичей.